# Пертлова, Соня
Со́ня Пе́ртлова (чеш. Soňa Pertlová; 24 марта 1988, Тршинец, Моравскосилезский край, ЧССР — 8 мая 2011, там же) — чешская шахматистка.

## Биография
В 2000 году Соня стала чешским чемпионом U12, чемпионом U16 в 2002 году и чемпионом U20 в 2007 году.
Соня заняла 2-е место в чешском чемпионате U18 в 2006 году. Она играла за Чехию на шахматной олимпиаде в Дрездене в 2008 году, где набрала 4 очка в 6 партиях и в командных чемпионатах Европы среди женщин в 2005 и 2009 годах.
Соня получила звания мастер ФИДЕ среди женщин в 2006 году и международный мастер среди женщин в 2008 году.
Работала на чешском телевидении, в шоу «V šachu».
Скончалась в 23-летнем возрасте после продолжительной борьбы с раком 8 мая 2011 года в Тршинеце.

## Изменения рейтинга
| Графики недоступны из-за технических проблем. См. информацию на Фабрикаторе и на mediawiki.org. |